# Yoshiyuki Tsuruta
Yoshiyuki Tsuruta (n. 1 octombrie 1903, Kagoshima, Japonia – d. 24 iulie 1986) a fost un înotător ce a reprezentat Japonia, medaliat olimpic. A participat la 2 ediții ale Jocurilor Olimpice (1928, 1932) în care a câștigat două medalii de aur.